# Шахтёрская бригада (Венгрия, 1956)
«Шахтёрская бригада» (венг. Bányászbrigád) — вооружённое формирование венгерских антикоммунистических повстанцев 1956 года. Активно участвовала в будапештских боях октября—ноября 1956. Состояла в основном из прибывших в столицу шахтёров. После подавления восстания ряд лидеров и некоторые боевики бригады были казнены. В современной Венгрии считаются героями революции.

## Предыстория шахтёрского повстанчества
В первой половине 1950-х годов угледобывающая отрасль ВНР переживала острый экономический и социальный кризис. Руководство ВПТ выдвигало амбициозные планы промышленного развития, включавшие удвоение угледобычи. Однако производительность по объективным причинам не достигала запланированных рубежей. Власти отвечали ужесточением дисциплинарных мер. Некоторые шахты подвергались закрытию. Реальная зарплата шахтёров снижалась. Массовое недовольство вызывали тяжёлые условия труда и репрессии органов госбезопасности.
23 октября 1956 года в Будапеште началось антикоммунистическое Венгерское восстание. Движение было поддержано в шахтёрских регионах, прежде всего в медье Боршод-Абауй-Земплен, Дьёр-Мошон-Шопрон, Комаром-Эстергом, Баранья и Пешт. В Пече, Мишкольце, Татабанье были созданы шахтёрские забастовочные комитеты. Организованные группы шахтёров двинулись в Будапешт.
26 октября 1956 шахтёрский рабочий совет в Пече сформулировал список требований из 18 пунктов. Шахтёры добивались вывода из Венгрии советских войск, освобождения политзаключённых («за исключением сталинистов и ракошистов», типа Михая Фаркаша), наказания функционеров компартии и госбезопасности, проведения свободных выборов, свободы профсоюзной деятельности, приведения заработной платы в соответствие с ценами, отмены сверхурочного труда в выходные дни, сокращения рабочего дня на шахтах, решения социальных проблем (прежде всего пенсионной и жилищной), отказа от использования военнослужащих для работы в шахтах.

## В будапештских боях
Повстанческий отряд вооружённых шахтёров в Будапеште, получивший название Bányászbrigád — «Шахтёрская бригада» — сформировался 26 октября 1956 года. Он присоединился к повстанческой группировке во II районе, контролировавшей площадь Сена. Возглавил его шахтёр Ласло Русняк, ставший заместителем повстанческого командира Яноша Сабо. Заместителем Русняка с 31 октября был шахтёр Тибор Цимер. Отряд активно участвовал в боях за площадь Сена, в том числе в крупном боестолкновении 28 октября. Бойцы бригады проводили также аресты сотрудников госбезопасности.
Очевидное неравенство сил и понесённые потери привели к разногласиям относительно дальнейших действий. 2 ноября Ласло Русняк передал командование Роберту Бану (молодой радиотехник Бан не являлся шахтёром, но обладал среди повстанцев высоким авторитетом). Отряд отступил из Будапешта в провинцию. Группа Бана попыталась поднять развернуть партизанское движение в районе Дьёра, группа Цимера присоединилась к революционному комитету в Сомбатхее. Однако советские войска подавили эти попытки. Лидеры «Шахтёрской бригады» были взяты в плен и доставлены в Ужгород.
Сопротивление шахтёров не прекратилось с подавлением восстания в Будапеште. Шахтёрские организации Печа и Татабаньи установили связь с Центральным рабочим советом в Будапеште, который возглавлял Шандор Рац, и выдвигали совместные требования. Забастовки и иные акции протеста в горняцких районах продолжались до конца 1956 года.

## Репрессии и память
В декабре 1956 года лидеры «Шахтёрской бригады» были переданы властям ВНР. Был проведён «процесс „Шахтёрской бригады“». 29 июля 1957 года суд приговорил к смертной казни Ласло Русняка, Роберта Бана, Тибора Цимера, Андраша Лауринеца. Апелляции были отклонены, 29 ноября 1957 года приговор приведён в исполнение.
Репрессии продолжались в 1958—1959 годах. Были арестованы и казнены бойцы бригады Йожеф Надь, Янош Колониц, шахтёры Альфред Гарамсеги, Янош Футо, известные как активисты движения.
В современной Венгрии боевики «Шахтёрской бригады» причислены к героям революции.